# NGC 4890
NGC 4890 is een spiraalvormig sterrenstelsel in het sterrenbeeld Maagd. Het hemelobject werd op 11 maart 1787 ontdekt door de Duits-Britse astronoom William Herschel.

## Synoniemen
- MCG -1-33-67
- IRAS 12580-0420
- PGC 44793